# Kratowa Howtwa
Kratowa Howtwa (ukr. Кратова Говтва) – wieś na Ukrainie, w obwodzie połtawskim, w rejonie połtawskim, w hromadzie Dykańka. W 2001 liczyła 230 mieszkańców.